# Местный падеж
Ме́стный паде́ж, или локати́в (лат. locativus), — падеж со значением места, например, «на краю».
Один из косвенных падежей, показывающий местонахождение предмета (в пространстве или во времени), обозначенного существительным. Отвечает на вопрос где?

## Местный падеж в русском языке
В русском языке местный падеж (локатив) часто совпадает с предложным падежом (препозитивом) и поэтому не выделяется в отдельный падеж: на работе — о работе, в библиотеке — о библиотеке, в файле — о файле, в горах — о горах, в Москве — о Москве, в пещере — о пещере.
В то же время для большой группы существительных благодаря слиянию II и IV склонения возникло отличие местного падежа (форма которого происходит от праславянского локатива IV склонения) от предложного (праславянский локатив II склонения), например: в лесу́ — о ле́се, в снегу́ — о сне́ге, в раю́ — о ра́е. Форма местного падежа совпадает в единственном числе с формой дательного падежа, но имеет ударение на последнем слоге: к ле́су — в лесу́. Во множественном числе совпадает с предложным падежом: в лесах — о лесах.
К местному падежу также относится ударное окончание -и́ в существительных III склонения (дверь), ср.:
Объявление висит на двери́.
О какой две́ри вы говорите?
В отличие от старославянского (и древнерусского) локатива русский местный падеж употребляется только в сочетании с предлогами в и на в некоторых обстоятельствах времени и места:
Оно висит на двери́ / Он настаивает на две́ри
Он ориентируется в лесу́ (способен найти дорогу) / Он ориентируется в ле́се (в сортах брёвен и ценах на них)
На краю́ крыши (прямое значение) / На переднем кра́е науки (переносное значение)
Во многих случаях эти словосочетания носят устойчивый характер, ср.:
Он работает на дому́.
Антенна стоит на до́ме.
В качестве архаизма или украинизма в русских текстах встречается иногда словосочетание при полку́.
Есть случаи, когда использование форм местного падежа встречается только в просторечии, например, использование формы в дубу́ вместо в ду́бе, в супу́ вместо в су́пе.

## Местный падеж в некоторых других языках

### Белорусский и украинский языки
В белорусском и украинском языках местный падеж (бел. месны склон, укр. місцевий відмінок) соответствует русскому предложному падежу.

### Латынь
В архаической латыни и иных италийских языках местный падеж, с индоевропейским окончанием -i, был широко развит, но затем в значительной степени отмер. В классической латыни местный падеж употребляется только с названиями городов, некоторых островов, а также с ограниченным числом других слов: domus, humus, rus. При локативе никогда нет предлога, а окончания совпадают в единственном числе с родительным или дательным падежом, в множественном — с дательным (так как окончания этих падежей также -i). В прочих случаях вместо локатива используется аблатив с предлогом in.
Примеры
- domus: domui, domī (арх.) (дома; в русском также используется беспредложный местный падеж);
- Roma: Romae (в Риме);
- humus: humi (в земле);
- rus: ruri (в деревне).

### Латышский язык
В латышском языке местный падеж обычно выражается удлинением гласной в окончании: māja — mājā (дом — в доме). 
Местный падеж: 
- указывает на место, отвечая на вопрос kur? (где?): klasē (в классе); darbā (на работе);
- указывает на время, отвечая на вопрос kad? (когда?): janvārī (в январе); ziemā (зимой).

### Литовский язык
В литовском языке локатив выражается окончанием, соответствующим склонению; отвечает на вопросы kur? kame? (где?). Примечательно, что локативную форму имеют не только существительные, но и иные части речи: прилагательные, местоимения, числительные.
- Существительные на -as в местном падеже имеют окончание -е: kaimas (деревня) — kaime (в деревне);
- Существительные на -ias и -jas имеют окончание -yje: pirtis (баня) — pirtyje (в бане);
- Существительные на -a и -ia имеют окончание -oje (-ioje): jūra (море) — jūroje (в море); Lietuva (Литва) — Lietuvoje (в Литве);
- Существительные на -ė имеют окончание -ėje: žemė (земля) — žemėje (в земле);
- Существительные на -us и -ius имеют окончание -uje (-iuje): lietus (дождь) — lietuje (в дождь)[3].

Местный падеж (Locativ, лит. Vietininkas) можно подразделить ещё на несколько падежей: инессивный (miške, miškuose — в лесу, в лесах), иллативный (miškan, miškuosna — в лес, в леса), адессивный (miškiep, miškuosemp — у леса, у лесов), аллативный (miškop, miškump — к лесу, к лесам, в сторону леса, лесов). В настоящее время в языке по сути существует только инессивный, именно он и встречается в грамматических таблицах под именем местного падежа. Иллативный также используется, но уже достаточно редко, чаще вместо него используется предложная конструкция (miškan = į mišką). Аллативный падеж сохранился разве что в некоторых устойчивых выражениях.

### Финский язык
В финском языке имеется 6 местных падежей:
- внутренне-местные падежи:
  - Инессив (в, внутри) (talossa — в доме);
  - Элатив (из) (talosta — из дома);
  - Иллатив (внутрь) (taloon — в дом);
- внешне-местные падежи:
  - Адессив (на) (talolla — на доме);
  - Аблатив (от) (talolta — от дома);
  - Аллатив (к) (talolle — к дому).

### Кечуа
В кечуа местный падеж образуется путём добавления окончания -pi и может означать как место, так и время:
- wasi «дом» → wasipi «дома, в доме»;
- mayu «река» → mayupi «в реке»;
- tuta «ночь» → tutapi «ночью».

Существует также ограничительный падеж (лимитив), с окончанием -kama:
- wasikama «до дома»;
- mayukama «до реки, ограниченный рекой»;
- tutakama «до наступления ночи».

### Табасаранский язык
Табасаранский язык примечателен своей падежной системой: имена имеют около 46 различных падежей, в том числе около 42 местных, представленных 7 сериями по 6 падежей в каждом (эссив, латив, аблатив, комитатив, директив приближения, директив удаления, в сериях, которые выражают различное положение предмета в пространстве по отношению к другому предмету:
1. «внутри» (показатель -ъ)
2. «около, перед» (показ. -гь, хь)
3. «на боковой поверхности» (показ. –к)
4. «за, позади» (-хъ)
5. «под» (-кк)
6. «между, среди» (-гъ)
7. «на, над» (-ин/-ил))[6].

### Осетинский язык (дигорский диалект)
В дигорском диалекте осетинского языка выделяют два вида местных падежей.  
Местно-внутренний падеж выступает в функции обстоятельства (места, времени), обстоятельственного дополнения и отвечает на вопросы кӕми? (где?, в ком?, в чем?), цӕми? (где?, в чем?). Окончание родительного и местно-внутреннего падежей совпадают (-и). Если все имена склоняются в родительном падеже, то местоимения не склоняются в местно-внутреннем падеже. Числительные и указательное местоимение в родительном и местно-внутреннем падежах склоняются по-разному: 
|                         | Единственное число | Единственное число | Множественное число | Множественное число    |
| ----------------------- | ------------------ | ------------------ | ------------------- | ---------------------- |
| Родительный падеж       | -еуей (одного)     | -уой (это, того)   | -еуети (одних)      | -уони (тех)            |
| Местно-внутренний падеж | -еуеми (в одном)   | -уоми (там, в том) | -еуетӕми (в одних)  | -уонӕми (в них, в тех) |

Например: мӕ бӕх дууей нӕ бафӕраздзӕнӕй (моя лошадь двоих не потянет); дууеми дӕр ӕнхузӕн никкодта (в оба он налил одинаково); уой ардӕмӕ рахӕссӕ (это сюда принеси); уоми ци косис? (что ты там делаешь?). 
Местно-внешний падеж выступает в функции косвенного объекта, иногда в значении обстоятельства места, времени, меру стоимости, причину; имеет окончание -бӕл и отвечает на вопросы кӕбӕл? (на ком?, о ком?), цӕбӕл? (на чем?, о чем?); в предложении указывает: 
- на внешнюю сторону или поверхность объекта, на котором находится предмет, или на котором производится какое-либо действие: нӕлгоймаг мӕрдтӕмӕ бӕхбӕл цӕуй (Нарты) (мужчина в царство мертвых уходит на коне); бӕлӕстӕбӕл аци анз рӕзӕ нсеййес (на деревьях в этом году нет урожая); Нартӕбӕл фуд сестонг анз искодта (для Нартов наступил тяжелый голодный год); машинӕбӕл зонун (уметь на машине);
- на повод или причину действия: цӕбӕл тухсуй и зӕронд лӕг? (о чем переживает старик?); адӕн тугъди бӕгъатӕртӕбӕл зар искодтонцӕ (люди сложили песню о героях войны);
- на предмет, по которому или через которое производится какое-нибудь действие: ӕ дзубанди идӕрддӕбӕл райдӕдта (свой разговор он начал издалека); а дуйнетӕбӕл ӕрцӕйзелинӕ, кӕми ци дессаг, уой басгаринӕ (Г. Малити) (обошел бы весь мир, познал бы все интересное, где только есть); донбӕл бахезун (перейти реку); гъӕунгӕбӕл бауадӕй (перебежал через дорогу).

### Чувашский язык
В чувашском языке местный падеж (вырӑн падежӗ) образуется с помощью аффиксов -ра (-ре) и -та (-те) и выражает:
- место совершения действия, нахождения предмета: манӑн аппа Шупашкарта вӗренет (моя сестра учится в Чебоксарах);
- время совершения действия: иртнӗ эрнере эп театра кайнӑччӗ (на прошлой неделе я ходила в театр)[7].

### Турецкий язык
Местный падеж в турецком языке используется при обозначении местонахождения предмета и отвечает на вопрос Nerede? (где?), а также при обозначении обладателя предмета (соответствует русскому родительному падежу — «у меня», «у тебя» и т.д.) и отвечает на вопрос Kimde? (у кого?). Он выражается суффиксами -da, -de, -ta, -te, подчиняясь закону сингармонизма: 
- Kitap nerede? — Где книга?
- Kitap masada. — Книга на столе.
- Kuş nerede? — Где птица?
- Kuş ağaçta. — Птица на дереве.
- Kimde kalem var? — У кого есть ручка?
- Bende kalem var. — У меня есть ручка.
- Sen evde misin? — Ты дома?
- Evet, evde. — Да,  дома[8].